# Scaenae frons

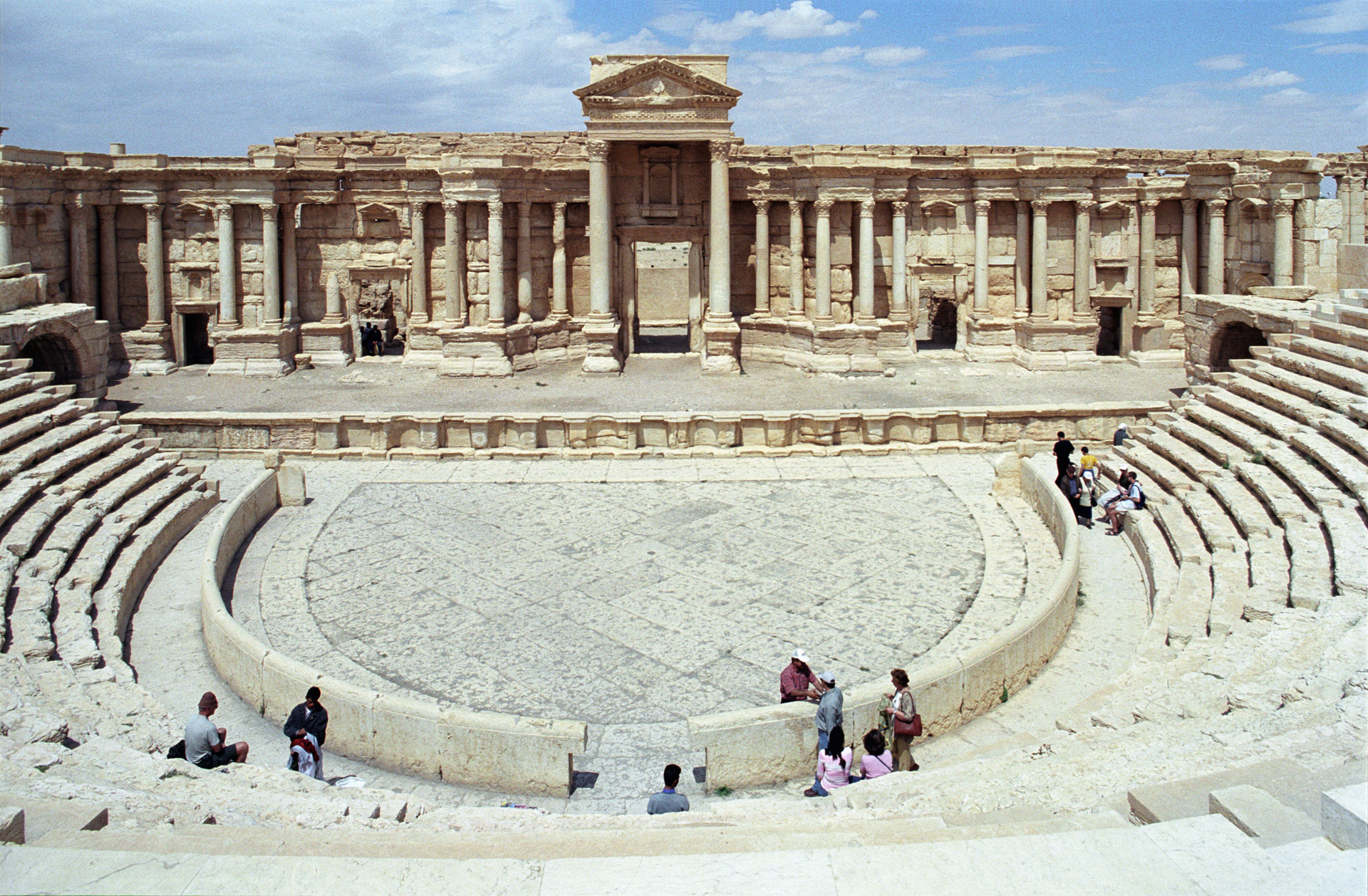
Scaenae frons del Teatro Romano de Palmira (Siria), antes de la aparente destrucción reciente por parte del EIIL.

La scaenae frons (en latín clásico: [ˈs̠käe̯näe̯ frõːs̠]; en español, fachada escénica) es una fachada arquitectónica decorada de carácter permanente elaborado en un escenario de los teatros romanos. Generalmente en piedra, con una función acústica y protectora, solía ser «de igual altura que la fila más elevada de asientos», mostraba un tejado inclinado y se adosaban dos o tres cuerpos de columnas entre las que se intercalaban estatuas.

## Descripción
Es posible que la forma pretendiera emular a las fachadas de los palacios imperiales. Podrían haber soportado un tejado permanente o marquesina. 
En gran parte gracias a la reconstrucción o restauración, hay varios ejemplos bien conservados, además de que «en estos últimos años se ha incrementado el catálogo de edificios conocidos, se ha abordado el estudio de las imágenes y su significado; insistido en la función del teatro, más allá del mero contenedor de los ludi scaenici; en las técnicas constructivas y en la tipología de las escenas.»
La fachada escénica desde finales del siglo I a. C. «se convierte en el elemento más característico y distintivo del teatro romano y en el soporte arquitectónico de las imágenes que simbolizan al nuevo Estado».
Esta forma estuvo influenciada por el teatro clásico griego, que presentaba una construcción equivalente aunque más simple del skene (significando "tienda", mostrando la naturaleza original de la misma). Esto llevó a que el escenario, o espacio anterior al skene, se llamara proscaenium. En el  período helenístico, el skene se volvió más elaborado, quizás con columnas, pero también se utilizó para soportar paisajes pintados.
La fachada escénica romana también utilizada como telón de fondo del escenario habilita el postcaenium situando detrás un conjunto de dependencias y servicios como el camerino de los actores. Ya no soportaba decorados pintados a la manera griega, sino que dependía, para lograr el efecto, de una elaborada decoración arquitectónica estable. Así se logró un efecto barroco que también se muestra en las grandes fachadas del ninfeo y la biblioteca, a menudo con una fachada ondulante, avanzando y retrocediendo. Todos los ejemplos significativos datan del período imperial; el Teatro de Pompeyo en Roma, terminado en el 55 a. C. fue el primer teatro de piedra y probablemente inició el estilo.

## Estructura y tipología

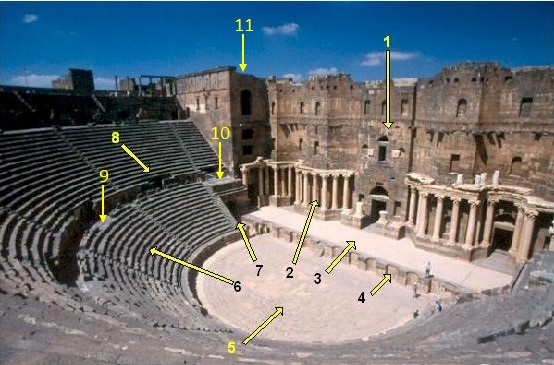
Vista del teatro romano:
1) Scaenae frons 2) Porticus postscaenam
3) Pulpitum 4) Proscaenium
5) Orchestra 6) Cavea
7) Aditus maximus 8) Vomitorium, teatro romano de Bosra, Siria

En pleno y continuo proceso de estudio, «frente al elevado número de teatros romanos excavados o conocidos en mayor o menor grado, el aparato escénico, probablemente el elemento privilegiado, más representativo y monumental de estos edificios a partir de época augustea, dispone de una información y documentación más limitada» por lo cual se mantienen dudas en el ámbito académico a la hora de definir modelos normalizados y prototipos «ante el carácter fragmentado de la documentación y la ausencia de una formulación teórica original válida y común a todas las épocas y regiones.»
En varios casos hay tres entradas al escenario (Palmira tiene cinco), incluida una gran entrada central, conocida como porta regia o "puerta real". Es posible que la forma pretendiera parecerse a las fachadas de los palacios imperiales. La scaenae frons tiene a menudo dos y a veces tres pisos de altura y fue fundamental para el impacto visual del teatro, ya que esto era lo que veía el público romano en todo momento. Las gradas o balcones estaban sostenidos por una exuberante exhibición de columnas, normalmente de orden corintio, que a menudo incluían originalmente muchas estatuas en nichos. Se estiró un siparium en la scaenae frons.
En los teatros más pequeños podrían haber soportado un tejado permanente para tapar todo el teatro, y en los más grandes, toldos para cubrir total o parcialmente el teatro, tal vez asegurados con mástiles elevados por encima de él, de lo que hay alguna evidencia.
Una inscripción en el entablamento encima de las columnas más bajas a menudo registraba al emperador y a otras personas que habían ayudado a financiar la construcción. Una característica que se encontraba a menudo en el Imperio Occidental, pero menos en las áreas de habla griega, era la hilera de huecos curvos en la parte frontal del escenario, como en Sabratha y Leptis Magna.

### Renacimiento
El Teatro Olímpico de en Vicenza ("Teatro Olímpico"), de techado renacentista, (1580-1585), diseñado por Andrea Palladio, incluye la scaenae frons completamente decorada y da una buena impresión general de cómo habrían sido las fachadas escénicas romanas en su estado original, aunque es de estuco sobre estructura de madera. El teatro también es famoso por el escenario de trampantojo, diseñado por Vincenzo Scamozzi, detrás de la scaenae frons, que da la apariencia de largas calles alejándose hacia un lejano horizonte; no está claro hasta qué punto se refleja una práctica antigua. En 1585 se pretendía que fuera temporal, pero permaneció en excelentes condiciones.

## Ejemplos conservados
Existen varios ejemplos bien conservados (en su mayoría han sido objeto de alguna restauración o reconstrucción) aunque «fachadas como  la de Augusta Emerita, con una gran parte del material arquitectónico de su frente monumental conservado, o la de Acinipo donde, por el contrario se conserva casi íntegro el muro de sillares del fondo pero ha perdido el “revestimiento” anterior, en la vieja Hispania, Orange en Galia, Pompeya en Italia, Bosra y Palmyra en Siria, Afrodisias, Perge o Aspendos en Turquía, con gran cantidad de evidencias arquitectónicas, constituyen excepciones más que la norma.»
| Localidad (Nombre romano) | Localidad (Nombre actual) | País     | Coordenadas                                  | Notas Referencias | Imágenes                                                  |
| ------------------------- | ------------------------- | -------- | -------------------------------------------- | --- | --------------------------------------------------------- |
| Sabratha                  | Sabratha                  | Libia    | 32°48′19″N 12°29′07″E / 32.805371, 12.485165 | Teatro romano de Sabratha restaurado antes de la Segunda Guerra Mundial, ahora "el ejemplo conservado más esclarecedor de scaenae frons".                                         | Theatre at Sabratha                                       |
| Emerita Augusta           | Mérida                    | España   | 38°54′55″N 6°20′19″O / 38.915346, -6.338643  | Teatro romano de Mérida | Theatre of Emerita Augusta as viewed from the upper seats |
| Palmira                   |                           | Siria    | 34°33′03″N 38°16′08″E / 34.550768, 38.268761 | Teatro romano de Palmira | The Roman Theatre at Palmyra                              |
| Gerasa (1 de 2)           | Gerasa                    | Jordania | 32°16′36″N 35°53′21″E / 32.276789, 35.889155 | | South Theatre at Gerasa                                   |
| Gerasa (2 de 2)           | Gerasa                    | Jordania | 32°16′57″N 35°53′32″E / 32.282604, 35.892341 | | North Theatre at Gerasa                                   |
| Philippopolis             | Plovdiv                   | Bulgaria | 42°08′48″N 24°45′03″E / 42.14678, 24.75094   | Teatro romano de Plovdiv |                                                           |
| Bostra                    | Bosra                     | Siria    | 32°31′04″N 36°28′53″E / 32.517650, 36.481426 | Teatro romano de Bosra, ver también foto de arriba | Theatre at Bostra                                         |
| Leptis Magna              | Al Khoms                  | Libia    | 32°38′18″N 14°17′26″E / 32.638399, 14.290620 | | Theatre at Leptis Magna                                   |
| Aspendos                  | Serik, Antalya            | Turquía  | 36°56′20″N 31°10′20″E / 36.938944, 31.172296 | En general, probablemente sea el teatro romano mejor conservado, pero el scaenae frons ha perdido su decoración, incluidas muchas estatuas.                                       | Theatre at Aspendos                                       |
| Hierapolis                | Pamukkale, Denizli        | Turquía  | 37°55′30″N 29°07′33″E / 37.925, 29.125833    | En la antigüedad, las impresionantes fachadas de scanae tenían columnas en tres niveles y torres laterales. El primer piso fue restaurado en 2010-2012 por arquitectos italianos. | Theatre at Hierapolis                                     |
| Aurasio                   | Orange                    | Francia  | 44°08′09″N 4°48′32″E / 44.13587, 4.80886     | El Teatro romano de Orange es Patrimonio de la Humanidad por la UNESCO, junto con otros edificios romanos de la ciudad. Despojado de su decoración.                               | Orange                                                    |
| Acinipo                   | Málaga                    | España   | 36°49′55″N 5°14′26″O / 36.831855, -5.240466  | | Theater of the Roman ruins Acinipo                        |
| Volaterrae                | Volterra                  | Italia   | 43°24′13″N 10°51′36″E / 43.403611, 10.86     | | Theatre at Volterra                                       |